# Orchis lucensis
Orchis lucensis är en orkidéart som beskrevs av Antonetti och Vittoria Cristina Bertolini. Orchis lucensis ingår i släktet nycklar, och familjen orkidéer.
Artens utbredningsområde är Italien. Inga underarter finns listade i Catalogue of Life.